# Combat Étudiant
 (avril 2017).
Si vous disposez d'ouvrages ou d'articles de référence ou si vous connaissez des sites web de qualité traitant du thème abordé ici, merci de compléter l'article en donnant les références utiles à sa vérifiabilité et en les liant à la section « Notes et références ».
Combat Étudiant est un mouvement de Résistance lié au réseau Combat, formé et dirigé par Jean-Paul Cauchi, regroupant des étudiants de l'Université de Strasbourg repliée à Clermont-Ferrand pendant la Seconde Guerre mondiale.

## Histoire
En 1941 naissent au sein de l'Université de Strasbourg repliée à Clermont-Ferrand les premiers mouvements de Résistance, mêlant étudiants et professeurs venant de Strasbourg et de Clermont-Ferrand. Trois grands réseaux nationaux sont présents à Clermont-Ferrand : Libération-Sud avec Jean Cavaillès, Franc-Tireur avec Marc Gerschel et Combat avec le professeur Alfred Coste-Floret. Ce dernier demande à Jean-Paul Cauchi, un étudiant en histoire, de créer un groupe de résistants parmi les étudiants, qui serait lié au réseau Combat.
Cauchi fonde le mouvement Combat Étudiant, dont l'organisation est plus ou moins calquée sur celle du réseau Combat. Il se fait assister de deux adjoints, Sturdze qui dirige la section « Action » et Feuerstein qui dirige la section « Propagande ». À partir de janvier 1942, ce réseau est le seul à subsister à Clermont-Ferrand, après le départ de Cavaillès et de Gerschel. Il rejoindra ensuite les Mouvements unis de la Résistance en 1942, à la suite de l'occupation militaire de la zone sud par les allemands.
En janvier 1943, Jean-Paul Cauchi perd l'un de ses deux adjoints, Sturdze, arrêté et déporté alors qu'il tentait de rejoindre l'Angleterre en passant par l'Espagne. Il le remplace par Georges Mathieu, qui prend rapidement les responsabilités que Cauchi, souvent en déplacement, ne peut assurer. En particulier, il doit superviser les activités des divers groupes de résistants et l'antenne de Mithridate.
Le 23 octobre 1943, Georges Mathieu est arrêté. Il participera activement à la rafle du 25 novembre 1943, un mois plus tard, à la suite de laquelle seront déportés 110 étudiants et enseignants, et deviendra le chef du Sonderkommando de Clermont-Ferrand.